# Cabrito do Alentejo

Logotipo que rotula os produtos Cabrito do Alentejo (IGP).

O Cabrito do Alentejo (IGP) é um produto com Indicação Geográfica Protegida pela União Europeia (UE) desde 2012.

## Características
Por Cabrito do Alentejo (IGP) entende-se a carne ou a carcaça de cabritos de Raça Caprina Serpentina, nascidos, criados e abatidos de acordo com determinadas regras.
O abate deve ocorrer entre os 30 e os 120 dias de idade, apresentando carcaças entre 3,50 kg a 7,50 kg.

## Área geográfica
A área geográfica ligada ao Cabrito do Alentejo (IGP) está circunscrita a:
- Distrito de Portalegre, todos os municípios e freguesias
- Distrito de Évora, todos os municípios e freguesias
- Distrito de Beja, todo distrito excepto:
  - o município de Sines
  - as freguesias de Vila Nova de Milfontes, Langueira Almograve e Zambujeira do Mar, do município de Odemira
- Distrito de Setúbal apenas:
  - as freguesias de Azinheira dos Barros e São Mamede do Sádão e Grândola e Santa Margarida da Serra, de Grândola
  - as freguesias de São Martinho, Torrão e Alcácer do Sal (Santa Maria do Castelo e Santiago) e Santa Susana (excepto Santa Maria do Castelo), de Alcácer do Sal
  - todas as  freguesias de Santiago do Cacém, excepto Santo André.
- Distrito de Santarém, apenas as freguesias do Couço e Santana do Mato, do município de Coruche
- Distrito de Faro:
  - todas as  freguesias do município de Alcoutim (excepto Vaqueiros)
  - a freguesia de São Marcos da Serra, no município de Silves
  - a freguesia do Ameixial, do município de Loulé

## Agrupamento gestor
O agrupamento gestor da Indicação Geográfica Protegida "Cabrito do Alentejo" é a Associação Portuguesa de Caprinicultores de Raça Serpentina (APCRS).